# Sint-Oswalduskerk (Zeddam)
De rooms-katholieke Sint-Oswalduskerk bevindt zich in het dorp Zeddam, een deel van de gemeente Montferland in de Gelderse regio Liemers. De kerk, gelegen in het Bovendorp,  is de enige Nederlandse parochie met Sint-Oswaldus als beschermheilige.

## Geschiedenis
De vroegst bekende vermelding van een Zeddamse kerk stamt uit 1145. Waarschijnlijk is ze ouder en mogelijk gesticht ten tijde van Willibrord. De Sint-Oswaldus was kerspelkerk voor de Berghse buurtschappen Braamt, Kilder, Azewijn, Lengel, Stokkum,  Wijnbergen en ook 's-Heerenberg en Wehl. Geleidelijk werden er overal bijkapellen gesticht. Wehl is vóór 1247 een zelfstandige parochie geworden, 's-Heerenberg in 1399. Naast Zeddam horen alleen nog Vethuizen en Vinkwijk nog tot de parochie Zeddam, in de andere plaatsen kwamen ook zelfstandige parochies.
Na de Reformatie ging de kerk over in protestantse handen. In de zestiende eeuw was de bekende predikant Jacobus Revius er korte tijd predikant. Toen in de Franse Tijd Lodewijk Napoleon besloot dat alle religies gelijk waren, kregen de katholieken de Sint-Oswalduskerk weer terug.

## Architectuur
De kerk dateert uit 1891 en werd ontworpen door Gerard te Riele. Het is een driebeukige hallenkerk in neogotische stijl. De voorganger was een tweebeukige hallenkerk, waarvan de toren behouden bleef. Deze toren dateert grotendeels uit de 13e eeuw en is in romaanse stijl, met uitzondering van het bovenste deel dat uit de 15e of 16e eeuw dateert en in gotische stijl is.

## Orgel
Het huidige orgel is in zijn huidige staat in 1969 gerestaureerd door orgelbouwer Jos Vermeulen uit Alkmaar. Het oorspronkelijke orgel werd geplaatst in de voormalige R.K.-kerk, die rond 1890 werd vervangen door de huidige Sint-Oswalduskerk. De oorspronkelijke orgelbouwer was de firma Nolting.
Na de ingebruikname van de huidige kerk nam de Zutphense orgelbouwer N.S. Leyser het toezicht op- en de restauraties van het orgel over. In de jaren 20 van de twintigste eeuw voorzag orgelbouwer Valckx & Van Kouteren uit Rotterdam het orgel van een elektrische windvoorziening. In 1950 vond er wederom een restauratie plaats.
Bij de restauratie van de kerk in 1969 kreeg het orgel een andere plaats. Mede onder toezicht van Monumentenzorg is de huidige plaats bepaald. In hoofdzaak is de dispositie van 1950 gehandhaafd. Wel werden de samenstellingen van enkele registers aangepast naar het oorspronkelijke voorbeeld van Nolting.